# Riedkapelle (Friesenried)

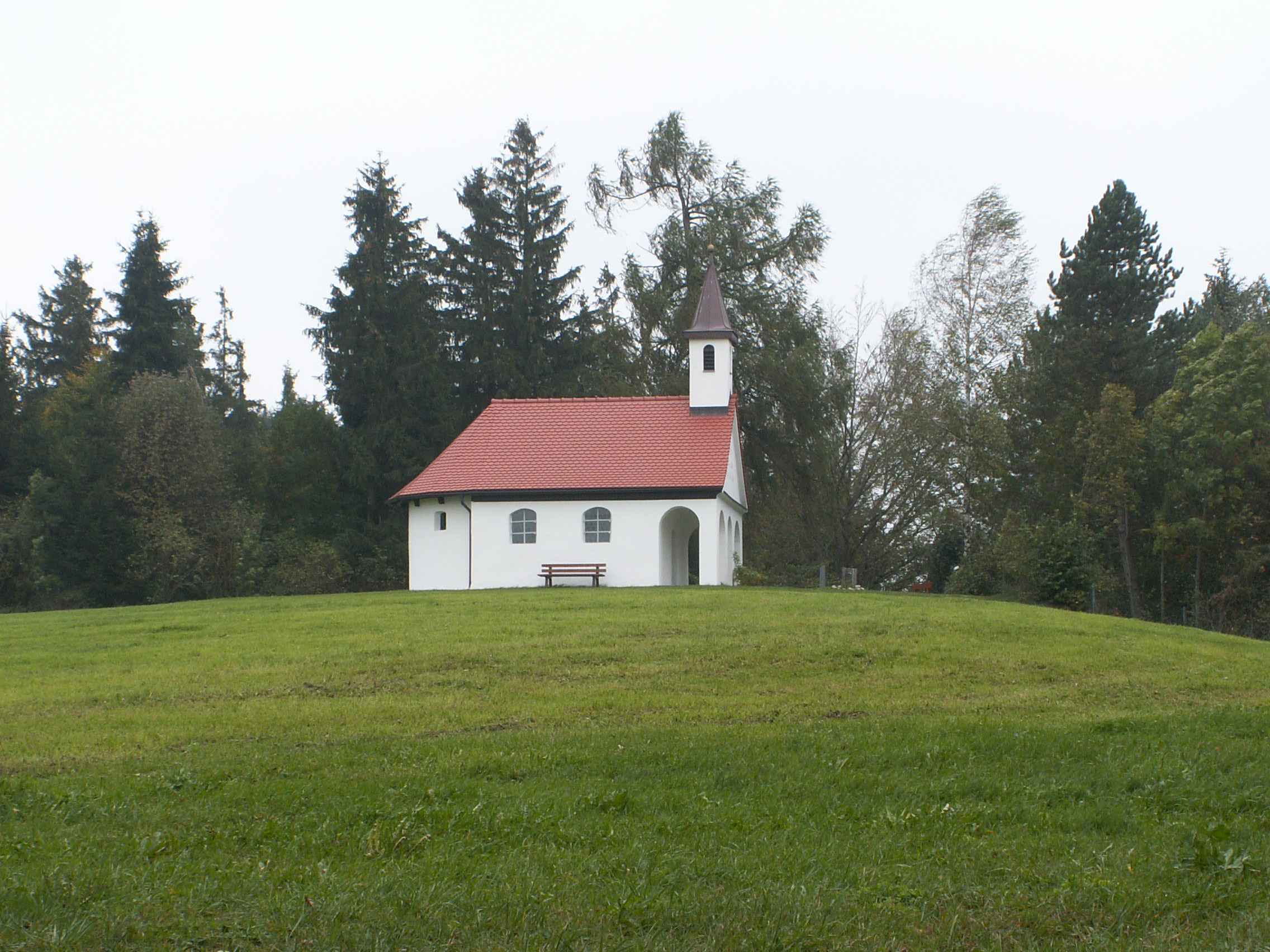
Riedkapelle Friesenried

Die Riedkapelle zur Schmerzhaften Muttergottes auf dem Berge ist eine denkmalgeschützte, ehemalige Josephskapelle auf einem Hügel südöstlich über der Ostallgäuer Gemeinde Friesenried.

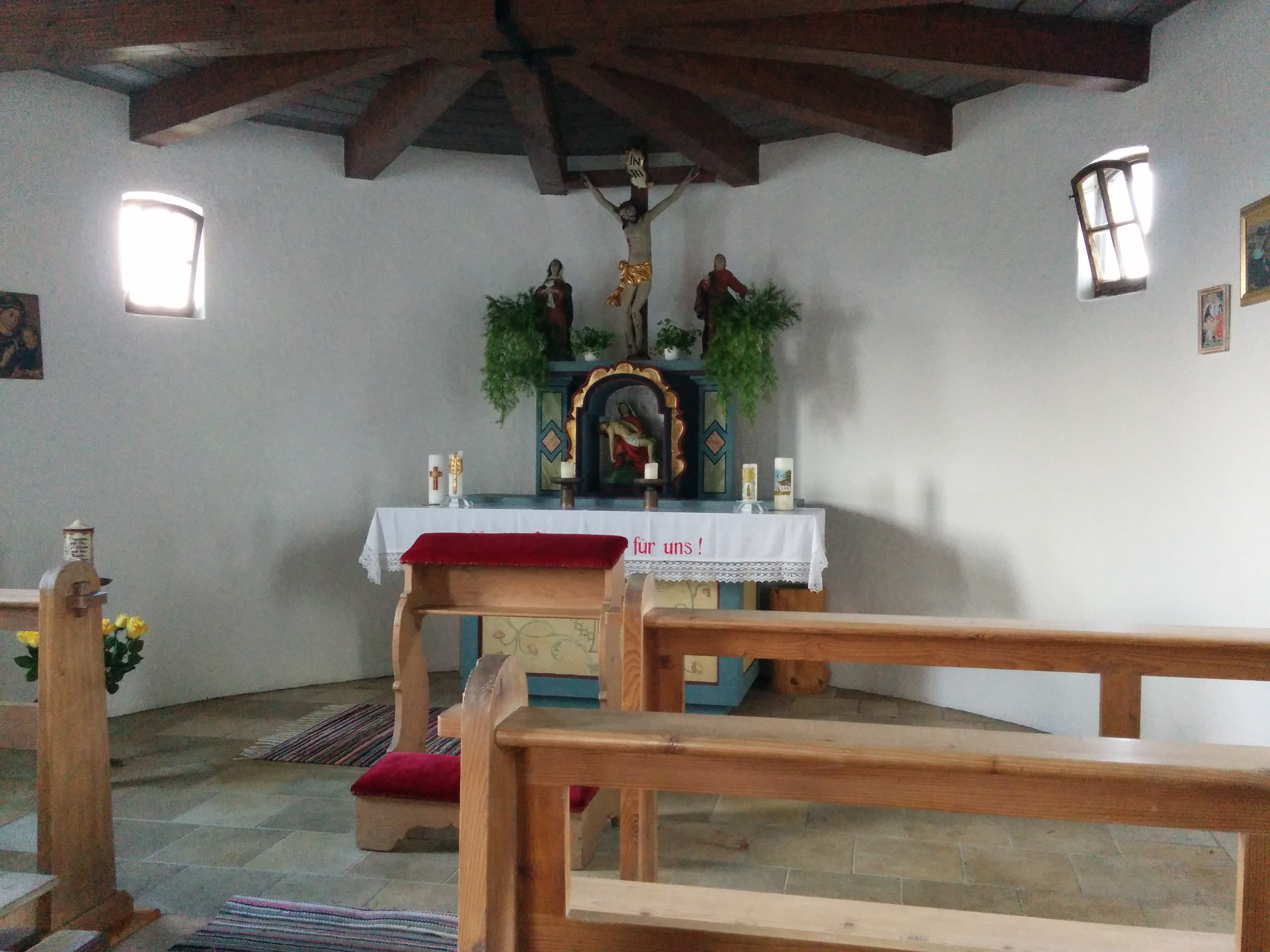
Innenraum mit Kopie der gestohlenen Pieta

Als Vorgängerbau wurde 1686 eine hölzerne Josefskapelle auf dem Berg errichtet, die dann aber verfiel. 1720 wurde von Magnus Groß in Erfüllung eines Gelübdes an der Stelle eine hölzerne Kapelle zur Schmerzhaften Muttergottes erbaut, welche wiederum 1812 durch einen steinernen Bau ersetzt wurde. 1912 wurde die Kapelle im Rahmen einer Renovierung stark verändert, so wurde das Gebäude erhöht, ein Arkadengang angebracht und ein Dachreiterturm aufgesetzt.
Im Zuge einer Renovierung wurde 1946 der Innenraum durch den Münchner Professor Karl Baur umgestaltet. Im Mittelpunkt stand eine im bäuerlichen Stil ausgeführte Kreuzigungsgruppe mit der Pietà „Schmerzhafte Muttergottes in der Stuben“, die im Jahr 1970 gestohlen wurde. Derzeit befindet sich im Altarraum eine 1988 von Georg Bergmeier aus Friesenried nach alten Bildvorlagen geschaffene Kopie der Pietà.
Zum Anlass der letzten Renovierung 1989–91 stifteten Bürger 1992 eine neue Glocke.